# Trang
Trang (tudi Mueang Thap Thiang) je mesto na Tajskem in prestolnica istoimenske province. Leta 2000 je prebivalstvo štelo 64.666 ljudi.